# Горакхпур
Горакхпур (хинди गोरखपुर, англ. Gorakhpur) — город в индийском штате Уттар-Прадеш. Административный центр округа Горакхпур. Горакхпур расположен на берегах реки Рапти на востоке штата Уттар-Прадеш, близ границы с Непалом.
В городе расположен храм Горакхнатх и ряд исторических мест, связанных с возникновением и развитием буддизма.
Горакхпур назван в честь аскета гуру Горакхнатха, святого, который популяризировал хатха-йогу. Храм Горакхнатх, где он учился, является главной достопримечательностью города.

## История

### Древний период
Регион Горакхпура был важным центром арийской культуры и цивилизации, частью царств Кошала и Малла, двух из 16-
ти Махаджанапад (государств), существовавших в 6-м веке до н. э. Регион также являлся частью Арьяварты и Мадхьядешы.
Гаутама Будда, основатель буддизма, отказался от своего княжеского одеяния в месте слияния рек Рапти и Рохини, близ Горакхпура в 600 г. до н. э. Также Горакхпур ассоциируется именем современника Будды 24-го тиртханкара джайнов, Махавиры, который родился в деревне недалеко от Горакхпура.
В 4-м веке до н. э. Горакхпур перешёл под контроль империи Мауриев, затем Кушанского царства, империи Гупта и Харша.

### Средневековый период
В Горакхпуре жил гуру Горакхнатх, знаменитый аскет, чьим именем назван город. Точные годы его жизни неизвестны, но приблизительно он жил в 12-м веке. Горакхпур как место его самадхи привлекает значительное число паломников.
В 12-м веке Горакхпур, как и большая часть Северной Индии был завоёван мусульманскими правителями. В начале 16-го века в местечке Магхар, в 20-ти км от Горакхпура жил и работал поэт-мистик и знаменитый святой Кабир, место захоронения которого также является местом паломничества.
В 16-м веке Горакхпур стал центром одного из пяти саркаров (административно-территориальных единиц) провинции Ауд.

### Современный период
В 1803 году Горакхпур перешёл под прямое управление британской администрации. Город являлся одним из важных центров восстания сипаев 1857 года и позднее играл важную роль в индийском национально-освободительном движении.

## Физико-географическая характеристика
Абсолютная высота — 69 метров над уровнем моря. Горакхпур расположен на берегах рек Рохани и Рапти, притоков Ганга, берущих начало на территории Непала. Нередко их разливы становятся причиной наводнений.
Город расположен довольно близко к южным отрогам Гималаев. при благоприятных погодных условиях из города виден пик Дхаулагири, высотой 8 230 метров над уровнем моря.
Климат
Горакхпур расположен в зоне влажного субтропического климата (согласно классификации климатов Кёппена (Cfa)).
| Показатель                    | Янв. | Фев. | Март | Апр. | Май  | Июнь  | Июль | Авг.  | Сен. | Окт. | Нояб. | Дек. | Год    |
| ----------------------------- | ---- | ---- | ---- | ---- | ---- | ----- | ---- | ----- | ---- | ---- | ----- | ---- | ------ |
| Абсолютный максимум, °C       | 30,0 | 35,4 | 42,4 | 44,4 | 49,4 | 46,5  | 43,2 | 39,4  | 38,5 | 37,4 | 36,8  | 30,5 | 49,4   |
| Средний суточный максимум, °C | 23,4 | 26,7 | 33,0 | 38,2 | 40,7 | 38,7  | 34,0 | 32,8  | 33,5 | 32,8 | 29,4  | 24,7 | 32,3   |
| Средняя температура, °C       | 16,1 | 18,9 | 24,6 | 30,0 | 33,0 | 32,9  | 30,0 | 29,2  | 29,1 | 26,8 | 21,8  | 17,2 | 25,8   |
| Средний суточный минимум, °C  | 8,9  | 11,2 | 16,2 | 21,7 | 25,5 | 27,1  | 26,1 | 25,5  | 24,6 | 20,8 | 14,2  | 9,8  | 19,3   |
| Абсолютный минимум, °C        | 1,7  | 2,8  | 8,3  | 12,2 | 16,6 | 16,1  | 18,1 | 20,2  | 17,4 | 12,8 | 6,7   | 2,8  | 1,7    |
| Норма осадков, мм             | 14,2 | 13,3 | 8,2  | 6,8  | 16   | 114,9 | 316  | 290,6 | 200  | 43,1 | 5,5   | 4,4  | 1031,8 |
| Источник:                     |      |      |      |      |      |       |      |       |      |      |       |      |        |

## Население
По данным переписи 2001 года население города составляло 624 570 человек. Доля мужчин: 52,9 %; женщин: 47,1 %. Уровень грамотности: 69,7 %. В 2011 году, согласно переписи, население составило 692 519 чел.
По данным на 2013 год численность населения составляет 753 576 человек.
Динамика численности населения города по годам:
| 1991    | 2001    | 2013    |
| ------- | ------- | ------- |
| 505 566 | 622 701 | 753 576 |

## Транспорт
Через город проходят национальные шоссе № 28 и № 29, имеется железнодорожное сообщение (Горакхдхам Экспресс). В 6 км от центра города находится аэропорт, принимающий местные рейсы.
Расстояние от Горакхпура до крупных городов севера Индии:
- Варанаси — 231 км
- Лакхнау — 276 км
- Аллахабад — 339 км
- Канпур — 359 км
- Калькутта — 770 км
- Дели — 783 км